# Arhopalus rusticus
Arhopalus rusticus là một loài bọ cánh cứng trong họ Cerambycidae.

## Hình ảnh

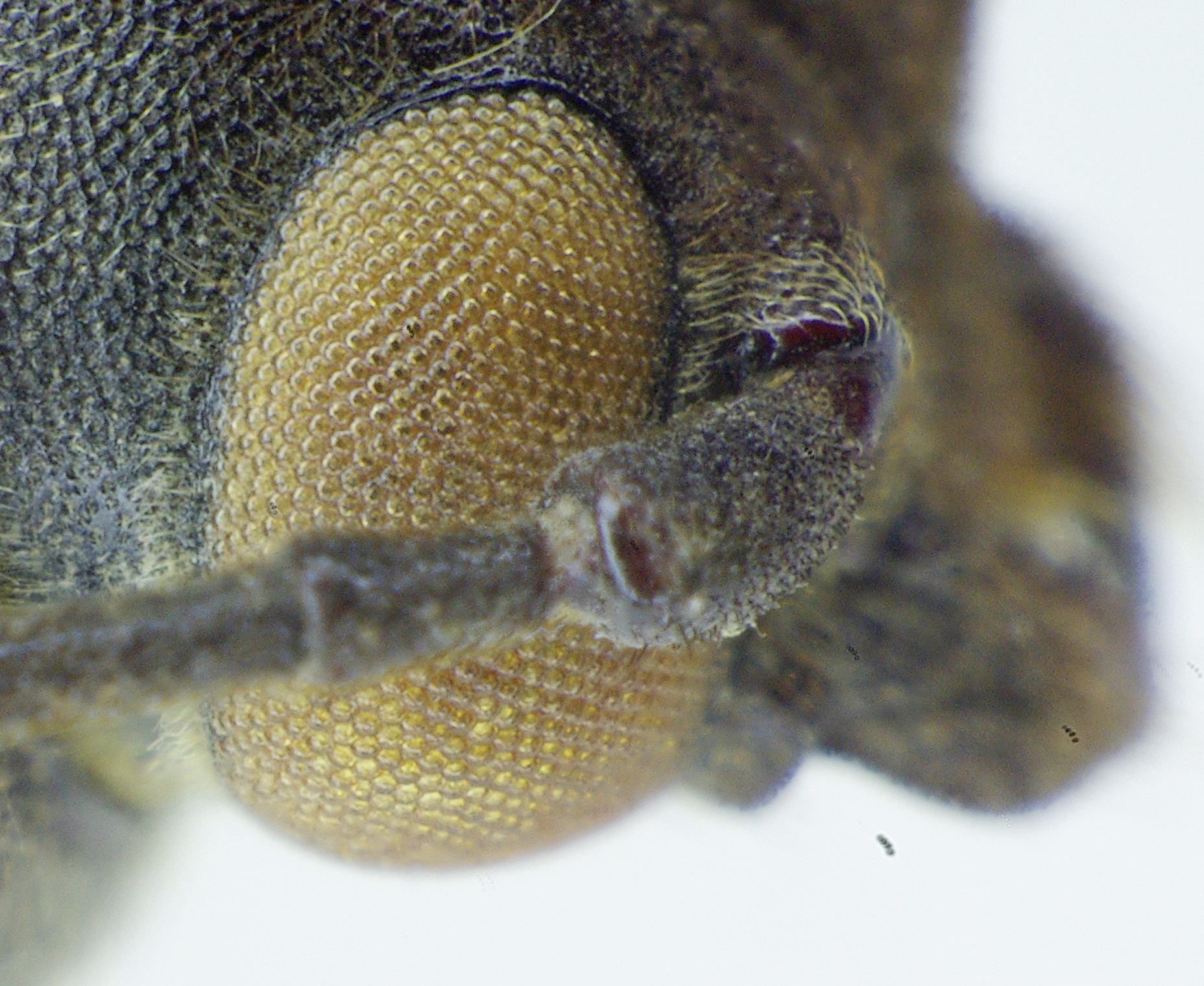
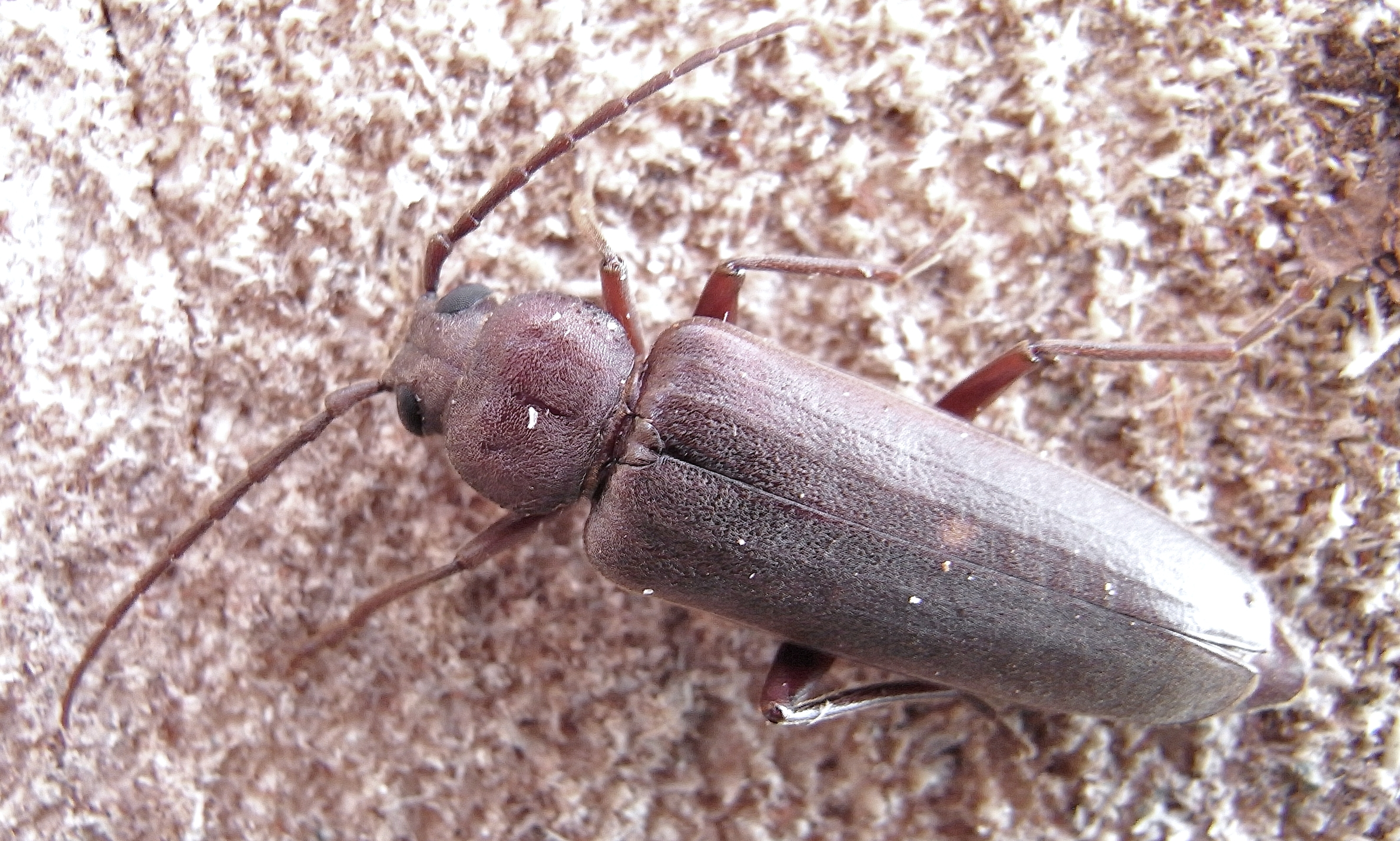
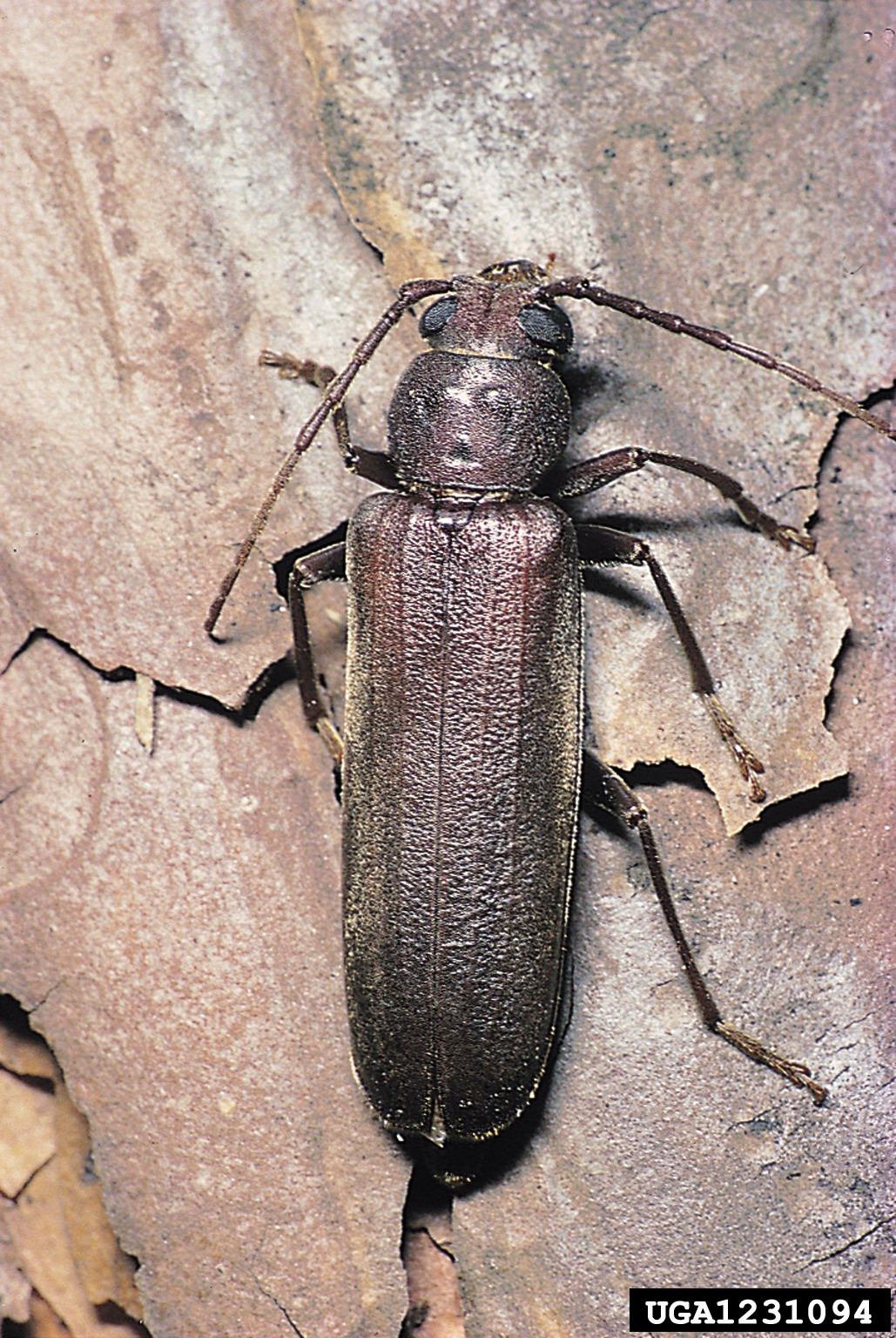